# قلعه کانایاما
قلعه کانایاما (به ژاپنی: 金山城, Kanayama-jō)، یک قلعه ژاپنی در دوره سنگوکو در شهر اوتا، گونما، استان گونما در ژاپن است.